# Ursula (Film)
Ursula ist eine deutsch-schweizerische Literaturverfilmung für das Fernsehen von Egon Günther aus dem Jahr 1978. Sie beruht auf Gottfried Kellers gleichnamiger Erzählung und sorgte unter anderem aufgrund freizügiger Szenen für einen Skandal. Es war Günthers letzte Regiearbeit in der DDR.

## Handlung
Die Schweiz im Jahre 1523: Söldner Hansli Gyr kehrt mit anderen Soldaten aus Italien in das Schweizer Oberland zurück. Er hat an der Seite des Papstes gekämpft und muss nun erkennen, dass in seiner Heimat ein religiöser Umbruch stattgefunden hat. Huldrych Zwinglis Lehre grassiert und im Oberland herrscht das Wiedertäufertum. Auf seinem Hof trifft Hansli Gyr auf seine Verlobte Ursula, der er aus Italien einen Ring mitgebracht hat, den er ihr ansteckt. Ursula bietet sich ihm an, doch verweigert er sich ihr: Zuerst sollen beide heiraten und den Segen dafür von Ursulas Eltern einholen. Von den neuen Entwicklungen verwirrt, beschließt Hansli Gyr, selbst nach Zürich zu gehen und vor Ort etwas über die neuen Verhältnisse zu erfahren. In einem Wirtshaus trifft Hansli Gyr in Zürich auf Zwingli, der wenig später von der Kanzel des Großmünsters gegen die Papisten predigt. Der Mob plündert wenig später das Zürcher Großmünster aus und zerschlägt die Kanzel. Hansli schließt sich Zwinglis Männern an.
Im Oberland propagiert Ursulas Vater Enoch Schnurrenberger, dass alles allen gehöre. Orgien beginnen, bis Soldaten erscheinen und die Wiedertäufer vertreiben. Ursula hat dem Treiben zugesehen, fand es doch auf Hanslis Wiesen statt, als sie gerade das Heu zusammenkehrte. Wenig später erscheint Hansli, doch nennt Ursula ihn Engel Gabriel. Hansli ist entsetzt, was die Eltern aus Ursula gemacht haben. Er verlässt seine Verlobte. Die Familie wird mit anderen Wiedertäufern wenig später gefangen genommen. Zwingli erlässt den Befehl, die Gruppe Gott zu überlassen: Entweder sie schwören ihrem Glauben ab, oder sie werden verhungern. Heimlich befreit Hansli Ursula und die anderen Gefangenen.
Zwingli sieht Krieg heraufziehen und tatsächlich meldet ihm Hansli wenig später, dass fünf katholische Orte den Pfarrer Jakob Kaiser, genannt „der Schlosser“, als Ketzer verbrannt hätten, obwohl Zwingli interveniert hatte. Hansli zieht mit Zwingli und seinen Männern im Juni 1529 zu Felde gegen die fünf katholischen Orte, doch kann der Krieg durch Schiedsleute und ein gemeinsames Essen mit Brot und Milch verhindert werden. Weiter zieht Hansli als Soldat und nimmt an der Bombardierung des Schlosses Musso teil, dessen Herr Gian Giacomo Medici überstürzt flieht. In einem Gasthaus wird Hansli fast von einer schönen Frau verführt, die er zum rechten Glauben bringen will, entdeckt jedoch an ihrem Finger einen Ring, der ihn an Ursula erinnert. Er lässt die Frau allein zurück.
Wenig später erfahren die Wiedertäufer im Oberland, dass Hansli Gyr zurück sei. Ein erneuter Krieg mit den fünf katholischen Dörfern wird beginnen und Ursula, die gerade eine Christusfigur verarztet hat, lässt das Kruzifix fallen und macht sich auf den Weg nach Zürich. Sie zieht den Soldaten nach und sieht auf dem Schlachtfeld schließlich das Grauen des Krieges. Zwingli fällt und wird von den Gegnern barbarisch zerstückelt und verbrannt. Ursula sucht unter den Toten nach Hansli Gyr und findet ihn schließlich verletzt an einem Bach. Sie desinfiziert seine Beinwunde, indem sie auf sie uriniert, und schleppt Hansli auf ihrem Rücken zurück ins Oberland. Hanslis Hof ist verfallen, doch wollen sich beide einrichten. Als erneut Soldaten am Hof vorbeiziehen, bittet Ursula sie, Erbarmen zu haben und ihr Hansli zu lassen. Als die Soldaten nicht weitergehen, beschimpft Ursula sie derb. Das Paar wird schließlich allein gelassen.

## Produktion

Dreharbeiten in Zürich

Ursula war die einzige Zusammenarbeit des Fernsehens der DDR mit dem Schweizer Fernsehen. Erste Gespräche zu dem gemeinsamen Filmprojekt wurden bereits 1975 geführt, wobei Helga Schütz dem Dramaturgen des Fernsehens der DDR, Peter Jakubeit, den Stoff vorgeschlagen und ein Szenarium verfasst hatte. Es stand von Anfang an fest, dass Kameratechnik und Filmmaterial vom Schweizer Fernsehen SF DRS gestellt werden sollten, während Regie und Drehbuch in den Händen von Künstlern der DDR liegen sollten. Darsteller sollten sowohl aus der DDR als auch aus der Schweiz kommen.
Die erste Textfassung vollendete Helga Schütz im März 1977 und legte das fertige Drehbuch im September 1977 vor. Im Oktober 1977 wurde es zur Produktion freigegeben. Im Januar 1978 waren die Darsteller des Films gefunden. Die junge Theaterschauspielerin Suzanne Stoll übernahm die Rolle der Ursula Schnurrenberger und damit ihre erste Filmrolle überhaupt. Für die Figur des Hansli standen unter anderem Bruno Ganz und Christian Kohlund zur Diskussion; sie wurde mit Jörg Reichlin besetzt. Für die Figur des Zwingli war auch Helmut Lohner vorgeschlagen worden, doch entschied man sich am Ende für Matthias Habich. Die Kostüme des Films stammen von Christiane Dorst, das Szenenbild schuf Georg Kranz.
Die Dreharbeiten des Films begannen am 6. Februar 1978. In der DDR wurde im Wildpark Potsdam, in Wiesenburg und auf der Burg Stolpen gedreht. Atelierszenen entstanden in den DEFA-Studios in Potsdam-Babelsberg. Zu den Schweizer Drehorten zählten der Julierpass, der Vierwaldstättersee und das Zürcher Großmünster. Die Dreharbeiten waren am 29. Mai 1978 beendet, die Endfertigung war Ende September 1978 abgeschlossen. Die Produktionskosten beliefen sich auf rund 1.750.000 Mark sowie 1.168.800 Schweizer Franken.
Mehrfach erscheinen Elemente der Gegenwart im historischen Setting. Während einer Predigt trägt das Publikum plötzlich moderne Kleidung. Die Kamerafahrt am Ende des Films zeigt die nahestehenden Strommasten. In einer weiteren Szene schwingt sich einer der Wiedertäufer mit einem Hängegleiter in die Lüfte und stürzt wenig später ab. Brüche im Spiel ergeben sich auch, wenn die Darsteller direkt in die Kamera sprechen; teilweise richtet sich auch der Erzähler (den Kommentar sprach Egon Günther selbst ein) direkt an die Zuschauer.
Der Film erlebte seine Schweizer Fernsehpremiere am 5. November 1978 auf dem Schweizer Fernsehen DRS; die Zuschauerbeteiligung lag bei rund 19 Prozent. Am 19. November 1978 wurde der Film erstmals auf DDR 1 im Fernsehen der DDR gezeigt, wobei die Zuschauerbeteiligung bei 47,7 Prozent lag.
Während der Film in der Schweiz nach der Premiere weiterhin gezeigt werden durfte und als geschnittene und um erklärende Parts ergänzte Fassung auch in der Bundesrepublik lief – die Erstaufführung fand am 10. Juni 1982 auf S3 SWF statt – wurde der Film in der DDR nach der Fernsehpremiere unter Verschluss gehalten und erst nach der Wende wieder gezeigt. Ursula war Egon Günthers letzte filmische Arbeit in der DDR. Drehbuchautorin Helga Schütz konnte nach Ursula nur noch sporadisch für Film und Fernsehen der DDR arbeiten.

## Rezeption

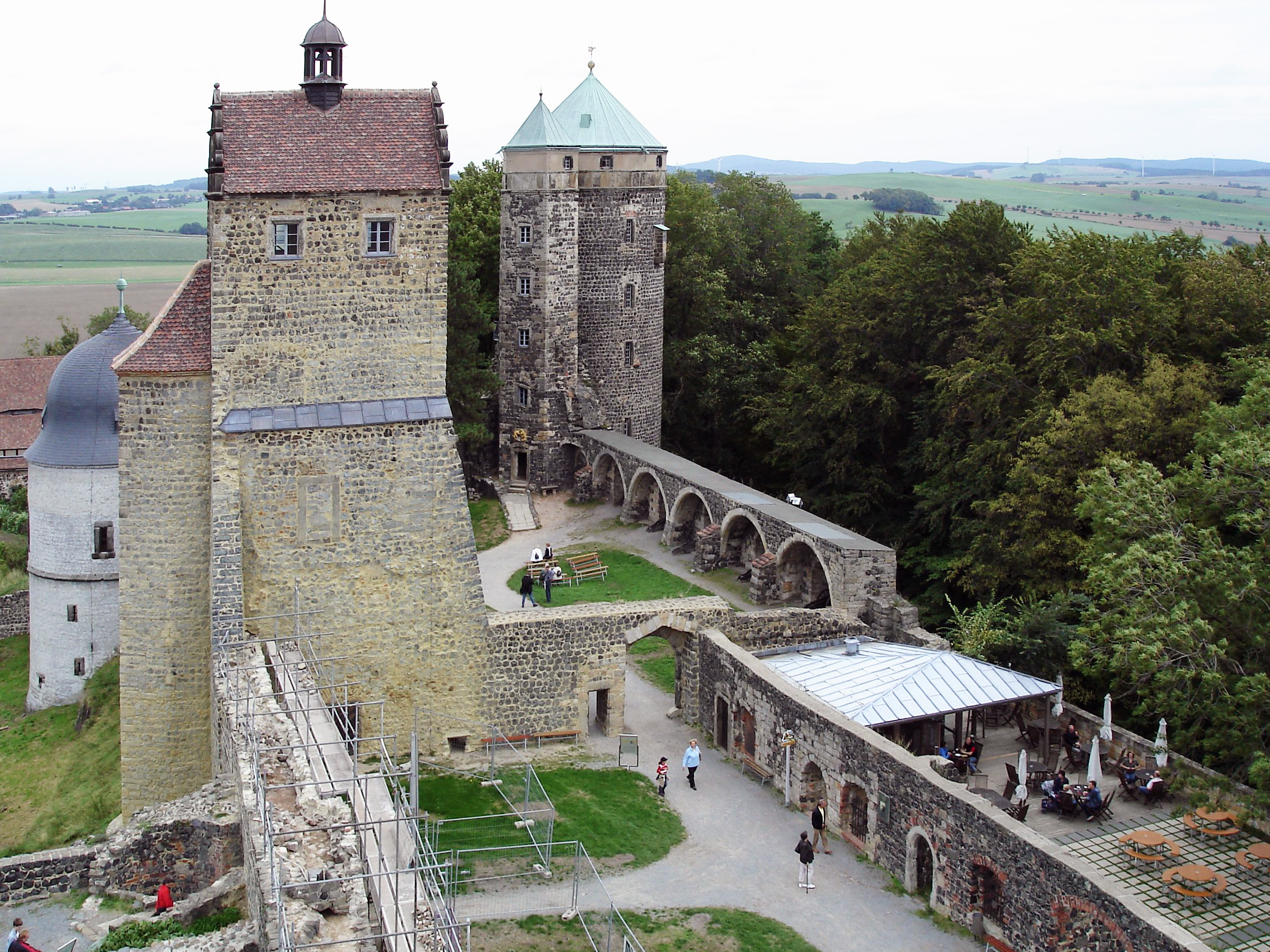
Burg Stolpen, ein Drehort des Films

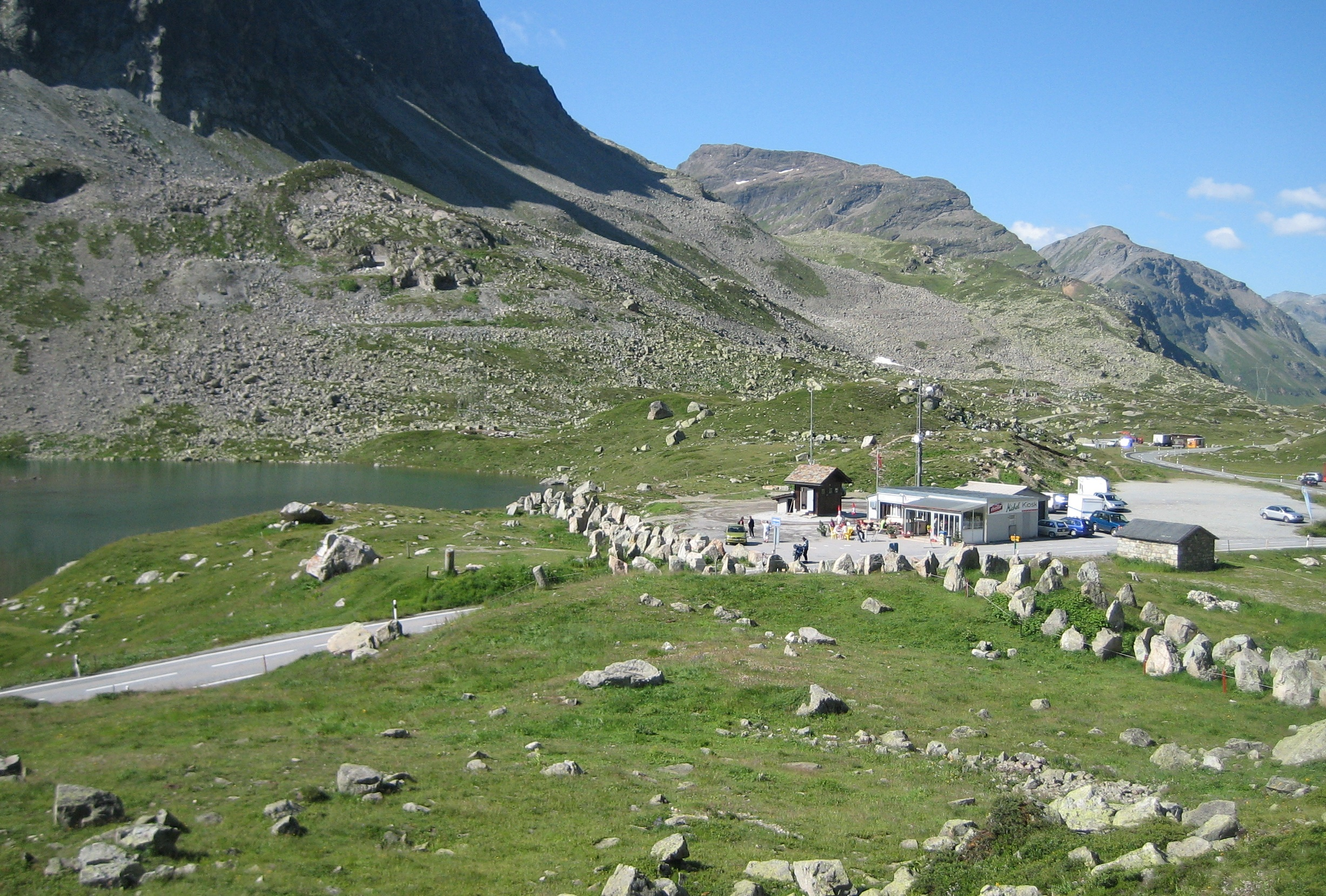
Zahlreiche Szenen wurden am Julierpass gedreht

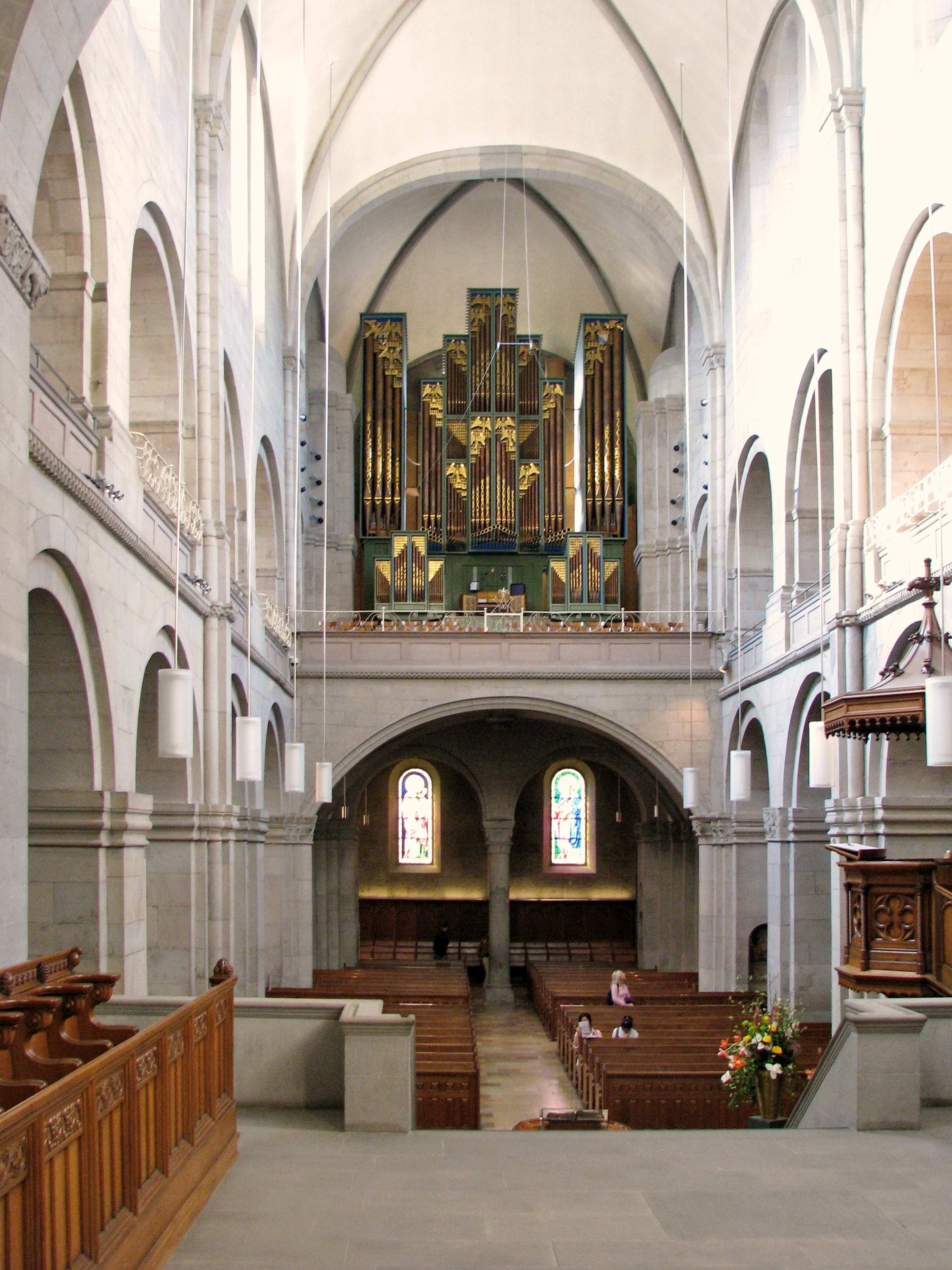
Im Zürcher Großmünster entstanden Predigtszenen Zwinglis

Der Film stieß in der Schweiz und in der DDR auf zum Teil heftige Kritik. Neben Beschwerdebriefen und -anrufen wurden in der Schweiz aufgrund des Films zwei Gerichtsverfahren „wegen Verletzung religiöser Gefühle“ eröffnet, die jedoch keinen Erfolg hatten. Verschiedene Aspekte und Szenen waren dabei der Grund für die Empörung.
In der Schweiz wurde vor allem die Interpretation Zwinglis und der Wiedertäufer kritisiert. Erscheine Zwingli in der Buchvorlage freundlich und charismatisch, werde er im Film durch Kameraposition und Lichteinsatz als kühl und menschlich hart präsentiert. Gleichzeitig ergibt sich durch die im Wortlaut wiedergegebenen Predigten Zwinglis der Eindruck von Authentizität. Während Gottfried Keller in der Novelle die Wiedertäufer negativ zeichnete, präsentierte Egon Günther sie als Gruppe, die nach eigenen sozialen Regeln leben will, um sich so gesellschaftlichen Machtverhältnissen zu entziehen. Im Gegensatz zu Keller stellt Günther die Täufer zudem als sexuell frei bzw. zügellos dar, was als Diffamierung angesehen und kritisiert wurde. Als zentral für die Interpretation des Konfliktes zwischen Zwingli und den Wiedertäufern wird die Szene begriffen, in der Zwingli die Anweisung gibt, die Wiedertäufer im Gefängnis sich selbst bzw. Gott zu überlassen und ihnen keine Nahrung zu geben: „Ordnung als Grund für drakonische Maßnahmen gegen Aufsässige. Diese Bemerkung ging wohl an die Adresse der politisch Verantwortlichen der DDR“, so die Kritik rückblickend; der Film behandle „die Auseinandersetzungen Machtloser mit Mächtigen in Zeiten ideologischer Kämpfe“. Gleichzeitig wurde das Darstellungsverhältnis als unzulässig historisch verkürzt sowie „im marxistischen Sinn verändert“ kritisiert.
Ein weiterer Kritikpunkt war die Sprachverwendung im Film. Vor allem Suzanne Stoll wechselt im Film mehrfach vom Hochdeutschen ins Schweizer „Stadtbaseldeutsch“, ihrer Muttersprache. Dies war im Szenarium nicht vorgesehen, erleichterte Stoll aber die Darstellung ihrer Figur. Diese Szenen, die nicht untertitelt wurden, waren für die Zuschauer der DDR unverständlich und blieben daher im Gedächtnis. Da Schweizerdeutsch ausschließlich in dialogbezogen unbedeutenden Szenen gesprochen wurde, verlagerte sich der Fokus des DDR-Publikums in der Regel auf unwichtige Szenen. Zuschauer in der Schweiz fanden die Szenen auf Schweizerdeutsch irritierend, da die Variation des Dialekts nicht in die Zürcher Umgebung passte. Ein anderer sprachlicher Kritikpunkt waren die derb-unflätigen Schimpftiraden, die zudem mit „modernen“ Schimpfwörtern gespickt waren. In der Schweiz sorgte der „experimentelle Mut des Films“ jedoch auch für Anerkennung; seine Wirkung wurde unter anderem als „im positiven Sinne verstörend“ bezeichnet.
In beiden Ländern wurden mehrere sexuell freizügige Szenen als obszön kritisiert. In einer schürzt eine Frau in einem Wirtshaus ihren Rock, unter dem sie nackt ist. Anschließend springt sie auf einen lüstern agierenden Mann, der sie sich über die Schultern wirft und davonträgt. In einer weiteren Szene wird eine Frau während einer Orgie der Wiedertäufer barbusig beim Sex mit einem Mann gezeigt. In einer dritten Szene wird angedeutet, dass Ursula sich an einer Jesus-Figur auf einem Kruzifix befriedigt. Die drei Szenen wurden aus der Sendekopie der zweiten Fernsehausstrahlung in der Schweiz 1990 sowie aus der Exportversion für die Bundesrepublik entfernt. Zwei weitere Szenen – ein Söldner mit Durchfall sowie die Szene, in der Ursula auf Hanslis Bein uriniert – wurden zwar als obszön kritisiert, jedoch nicht zensiert.
Positiv wurden von der Kritik „choreographisch komponierte Passagen, sorgfältige Bilder und eine aussagekräftige Farbgestaltung“ hervorgehoben. Zudem zeichne sich der Film durch zahlreiche christlich-ikonografische Verweise aus, die vor allem die Figur der Ursula betreffen. Egon Günther bezeichnete den Film daher als religiösen Film und lehnte eine Klassifikation des Werks als Liebesfilm ab.
Obwohl Filmbesprechungen in der DDR nach der Fernsehpremiere unterdrückt wurden, berichteten vor allem regionale Zeitungen über Ursula. Hans-Dieter Tok kritisierte in der Leipziger Volkszeitung, dass im Film „allzu vieles […] zu dechiffrieren [bleibt]; der Schlüssel, der dafür geliefert wird, ist jedoch ziemlich unpräzise, unstimmig.“ „Zu oft spürte man die Anstrengungen, Kellersches Erzählen zu verdrängen, um experimentell genug zu erscheinen“, befand wiederum die Freiheit.
Für den film-dienst war Ursula eine „fürs Fernsehen gedrehte, aufwendig inszenierte Mischung aus historischem Bericht, Reformationsgeschichte, Kolportage und Brechtschen Verfremdungselementen, ausgebreitet zu einem naturalistischen, in Details recht drastischen Bilderbogen. Interessant als Aktualisierung von Gottfried Kellers Novelle mit Bezügen zur Gegenwart.“ „Opulenter, teils deftig-drastischer Bilderbogen“, schrieb TV Spielfilm.
„Günther deutete die Reformationszeit als Ära politischer und sexueller Wirrnis; in den Kriegszenen ließ er einen weiß gekleideten Tod auftreten, der Jesus jagt. Zu den schönsten, zugleich am meisten angefeindeten Bildern zählte jenes, in dem Ursula ihren Geliebten schwer verwundet auf dem Schlachtfeld findet, die Röcke rafft und ihn anpisst, um seine Wunden zu desinfizieren“, schrieb Ralf Schenk rückblickend.